# 1183. grenadirski polk (Wehrmacht)
1183. grenadirski polk (izvirno nemško 1183. Grenadier-Regiment; kratica 1183. GR) je bil pehotni polk Heera v času druge svetovne vojne.

## Zgodovina
Polk je bil ustanovljen 26. avgusta 1944 kot sestavni del 575. ljudskogrenadirske divizije; še v času oblikovanja so polk preimenovali v 980. grenadirski polk.